# Retifismo

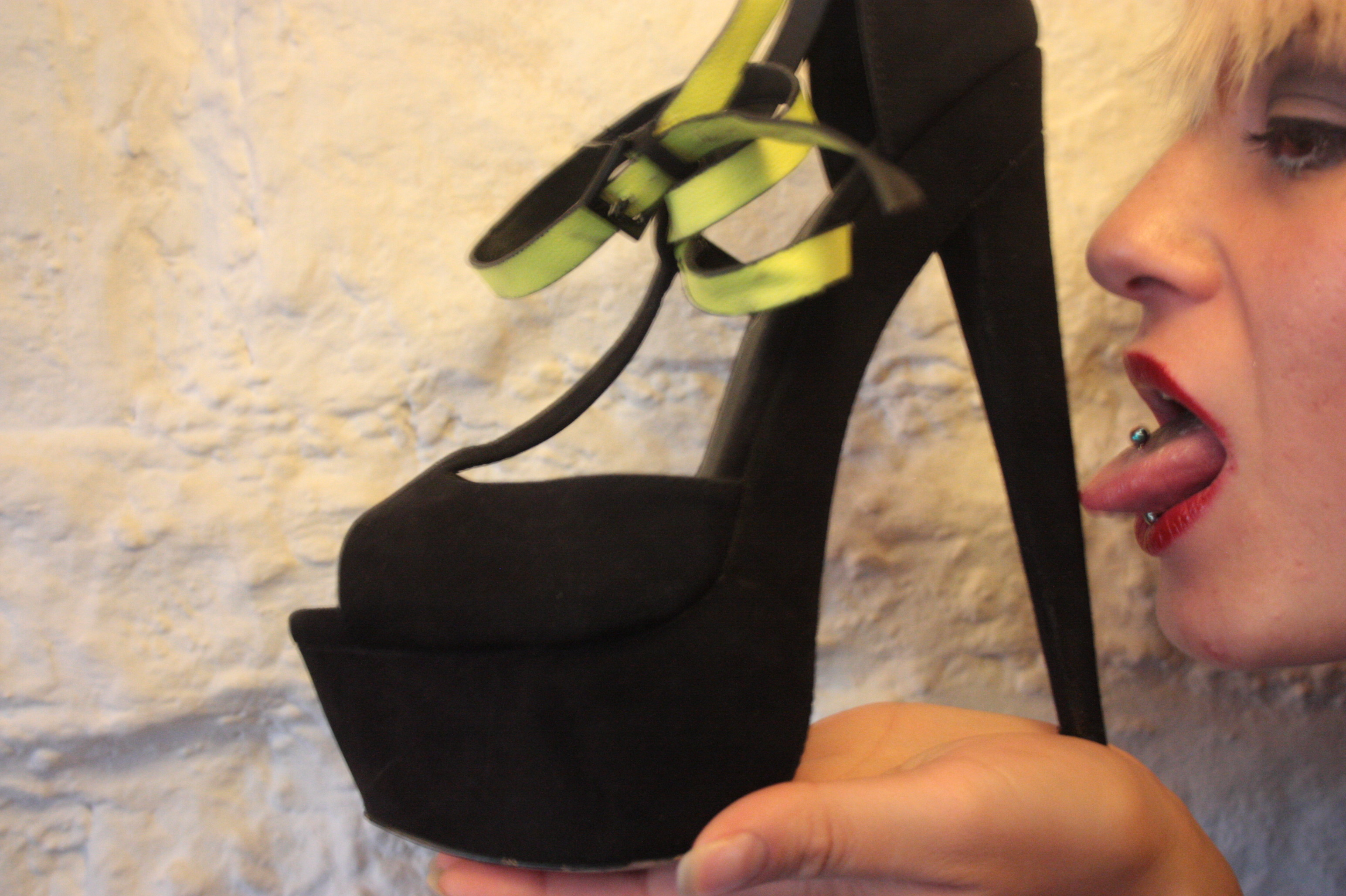
Donna ritratta mentre lecca il tacco di una scarpa

Il retifismo è una forma di feticismo associato ai piedi e in modo particolare alle scarpe. Il nome deriva dallo scrittore francese settecentesco Restif de la Bretonne che nelle sue opere descrisse ampiamente la propria passione per i piedi femminili.

## Cause e origine

Stivali (Cuissardes) rossi con albero in vernice

Le cause del retifismo vengono generalmente ricondotte alle cause generali del feticismo sessuale. Le possibili spiegazioni includono, tra le altre cose, il condizionamento infantile o l'imprinting riguardante le scarpe. La psicoanalisi può permettere di risalire all'evento scatenante.
Sigmund Freud inquadrò il feticismo del piede e della scarpa tra le deviazioni sessuali derivate dalla sostituzione dell'oggetto sessuale. Secondo la sua teoria, il piede o la scarpa sono un sostituto fallico che sopperisce alla mancanza del pene nella donna che il bambino crede invece abbia sempre avuto. Alfred Adler descrisse il feticismo della scarpa come una sopravvalutazione autoerotica dell'alluce. È possibile che l'olfatto abbia un ruolo particolare nel feticismo della scarpa, quando lo specifico odore della scarpa viene associato all'odore dell'individuo a cui appartiene si può innescare una corrispondente relazione sessuale tra il feticista e l'oggetto.

## Manifestazioni
Il retifismo si può manifestare con la predilezione per differenti tipi di scarpe. Il feticista della scarpa può eccitarsi guardando, toccando o annusando (sniffing) le scarpe così come vedendole usare per schiacciare degli oggetti. La preferenza per le scarpe con i tacchi alti, abitualmente percepiti come parte integrante di un abbigliamento femminile seducente, è molto comune. Anche le scarpe da ginnastica e gli stivali possono essere considerati oggetti feticistici. Una delle prime descrizioni degli stivali come oggetto feticistico si trova nel romanzo di Émile Zola Teresa Raquin del 1867.
Le donne ritratte nella rappresentazione erotica o pornografica di scenari incentrati sul feticismo della scarpa sono spesso rappresentate come dominanti in un contesto sadomasochistico. Le scarpe vengono spesso baciate o venerate (shoe worship), oppure usate in pratiche quali il ballbusting e il trampling. La calzature possono fungere pure da calici dai quali bere, oltre a calpestare cibo che poi viene fatto mangiare direttamente dalla suola. La punta delle scarpe o i tacchi possono essere introdotti nella vagina o nell'ano, oppure le scarpe possono essere usate per praticare la masturbazione mentre vengono indossate ai piedi (shoejob).

## Cultura di massa
Nel XIX secolo, gli studenti dell'Europa centrale bevevano vino o champagne dalle scarpe delle loro donne come segno di devozione. Questa consuetudine si nota nell'operetta del 1882 Der Bettelstudent, dove Symon beve champagne dalla scarpa di Laura durante il loro matrimonio. Nello stesso periodo, in Russia, sarebbe stata usanza degli ammiratori delle ballerine del Teatro Bol'šoj bere dalla scarpette delle loro ballerine preferite. In ricordo di questa tradizione romantica, lo stilista calzaturiero francese Christian Louboutin, nel 1999, ha creato un calice a forma di scarpa da donna venduto in abbinamento con una marca di champagne. Il regista statunitense Quentin Tarantino, di cui è nota la passione per i piedi femminili, nel 2010 è stato immortalato intento a bere champagne dalle scarpe dell'attrice Uma Thurman nel corso di un roast a lui dedicato.
Nel film Il diario di una cameriera, diretto nel 1964 da Luis Buñuel, la protagonista Célestine prende servizio presso i notabili Monteil; l'anziano padre della padrona di casa, Rabour, è un feticista e pretende che la cameriera gli si presenti calzando stivaletti con i quali egli poi si ritira in camera da letto. Un giorno il vecchio Rabour viene trovato morto abbracciato agli stivaletti di Célestine.
Nell'episodio della serie televisiva Sex and the City intitolato Soffrire per amore un venditore di scarpe feticista regala a Charlotte York calzature costose in cambio di poterla assistere mentre prova varie paia di scarpe aperte, rivolgendole nel frattempo complimenti per i piedi e offrendosi per un massaggio. La loro relazione finisce quando Charlotte comprende che tutta la cortesia è dovuta al fatto che consente all'uomo di toccarle i piedi, e dopo essersi trovata a disagio quando il venditore raggiunge l'orgasmo durante la prova del sesto paio di scarpe della giornata.
Nel film Tutti pazzi per Mary (1998) un ex fidanzato di Mary, Dom "Woogie" Woganowski interpretato da Chris Elliott, è un feticista delle scarpe e tenta di rubare quelle della protagonista.
Nella sitcom animata I Griffin il personaggio Glenn Quagmire, insieme ad altri suoi fetish, ne ha uno pure per i piedi e per le scarpe.
Nel film del 1993 L'amante bilingue, diretto dal regista spagnolo Vicente Aranda, l'intera storia è pervasa dal feticismo della scarpa.
Nel film del 1995 Un amore tutto suo, che vede come protagonista Sandra Bullock, Joe Fusco jr., interpretato da Michael Rispoli, ha un fetish per le scarpe.